# Интымак (Северо-Казахстанская область)
Интымак (каз. Ынтымақ) — село в Тимирязевском районе Северо-Казахстанской области Казахстана. Входит в состав Дмитриевского сельского округа. Код КАТО — 596237300.

## Население
В 1999 году население села составляло 258 человек (139 мужчин и 119 женщин). По данным переписи 2009 года, в селе проживало 175 человек (88 мужчин и 87 женщин).